# Lori McNeil
Lori McNeil (* 18. Dezember 1963, in San Diego, Kalifornien) ist eine ehemalige US-amerikanische Tennisspielerin. Zusammen mit ihrer Jugendfreundin Zina Garrison feierte sie große Erfolge im Doppel.

## Karriere
Lori McNeil war eine elegante Serve-and-Volleyspielerin, die über sehr viel Ballgefühl verfügte. In ihrer 19-jährigen Karriere erreichte sie 1988 mit Platz 9 im Einzel und 1987 mit Platz 4 im Doppel ihre beste Weltranglistenplatzierungen. Sie gewann 1988 einen Grand-Slam-Titel im Mixed bei den French Open (mit Jorge Lozano). Insgesamt gewann sie zehn Titel im Einzel und 32 im Doppel (u. a. mit Martina Navratilova, Arantxa Sanchez-Vicario, Helena Sukova, Gigi Fernandez).
Ihren wohl größten Erfolg feierte Lori McNeil 1994 in Wimbledon, als sie in der ersten Runde die Weltranglistenerste Steffi Graf mit 7:5, 7:6 besiegte und erst im Halbfinale mit 6:3, 2:6, 8:10 knapp an der späteren Turniersiegerin Conchita Martínez scheiterte. Ihr erstes Grand-Slam-Halbfinale hatte sie 1987 bei den US Open gegen Graf mit 6:4, 2:6, 4:6 verloren. Gegen Graf gewann sie außerdem 1992 beim Tennis Masters. Bei der Weltranglistenzweiten Conchita Martínez revanchierte sie sich 1995 in Philadelphia, ehe sie dann im Finale in drei Sätzen Steffi Graf unterlag.
Im Doppel spielte McNeil auf der Tour noch bis 2002. An der Seite von Amanda Coetzer gewann sie 2001 als 37-Jährige in Oklahoma ihren letzten Titel.

## Grand-Slam-Endspiel

### Doppel
Finalteilnahme
| Datum | Turnier         | Belag | Partnerin     | Finalgegnerinnen                | Ergebnis |
| ----- | --------------- | ----- | ------------- | ------------------------------- | -------- |
| 1987  | Australian Open | Rasen | Zina Garrison | Martina Navratilova Pam Shriver | 1:6, 0:6 |

## Turniersiege

### Einzel
| Legende (Einzel)          |
| ------------------------- |
| WTA Tour Championship (0) |
| WTA Tier I (0)            |
| WTA Tier II (1)           |
| WTA Tier III (3)          |
| WTA Tier IV & V (4)       |
| Pre Tier (2)              |

| Nr. | Datum              | Turnier     | Belag             | Finalgegnerin    | Ergebnis      |
| --- | ------------------ | ----------- | ----------------- | ---------------- | ------------- |
| 1.  | 21. September 1986 | Tampa       | Hartplatz         | Zina Garrison    | 2:6, 7:5, 6:2 |
| 2.  | 28. September 1986 | Tulsa       | Hartplatz         | Beth Herr        | 6:0, 6:1      |
| 3.  | 28. Februar 1988   | Oklahoma    | Hartplatz (Halle) | Brenda Schultz   | 6:3, 6:2      |
| 4.  | 17. Juli 1988      | Newport     | Rasen             | Barbara Potter   | 6:4, 4:6, 6:3 |
| 5.  | 20. August 1989    | Albuquerque | Hartplatz         | Elna Reinach     | 6:1, 6:3      |
| 6.  | 17. Februar 1991   | Aurora      | Hartplatz         | Manon Bollegraf  | 6:3, 6:4      |
| 7.  | 14. April, 1991    | Tokio       | Hartplatz         | Sabine Appelmans | 2:6, 6:2, 6:1 |
| 8.  | 21. Juni 1992      | Eastbourne  | Rasen             | Linda Wild       | 6:4, 6:4      |
| 9.  | 13. Juni 1993      | Birmingham  | Rasen             | Zina Garrison    | 6:4, 2:6, 6:3 |
| 10. | 12. Juli 1994      | Birmingham  | Rasen             | Zina Garrison    | 6:2, 6:2      |